# Chambertin (Weinlage)

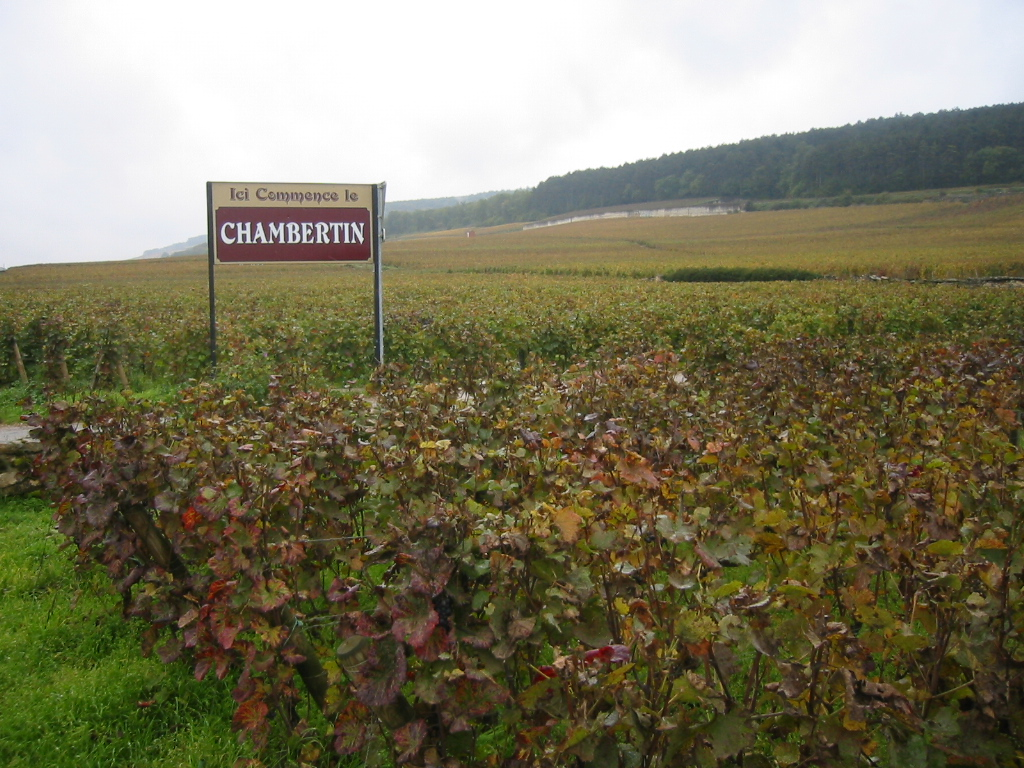
Weinberg des Chambertin im Herbst

Der Chambertin ist ein berühmter Wein und eine Weinlage an der Côte d’Or im französischen Burgund. Die eigentliche Lage hat eine Fläche von 12,90 Hektar. Als Grand Cru besitzt der Chambertin eine eigene Appellation. Erzeugt wird ausschließlich Rotwein aus der Rebsorte Pinot Noir. Der Chambertin war der Lieblingswein von Napoléon.
Die Bezeichnung „Chambertin“ darf auch für Weine des unmittelbar nördlich anschließenden Clos de Bèze (15,39 ha) in Anspruch genommen werden. Im Jahr 2002 wurden 478 hl Chambertin und 461 hl Chambertin-Clos de Bèze erzeugt. Neben diesen beiden besitzt die Gemeinde Gevrey-Chambertin sieben weitere Grands Crus mit zusammen 58,77 ha Fläche, deren Namen „Chambertin“ angehängt wird (s. u.).

## Klima und Geologie

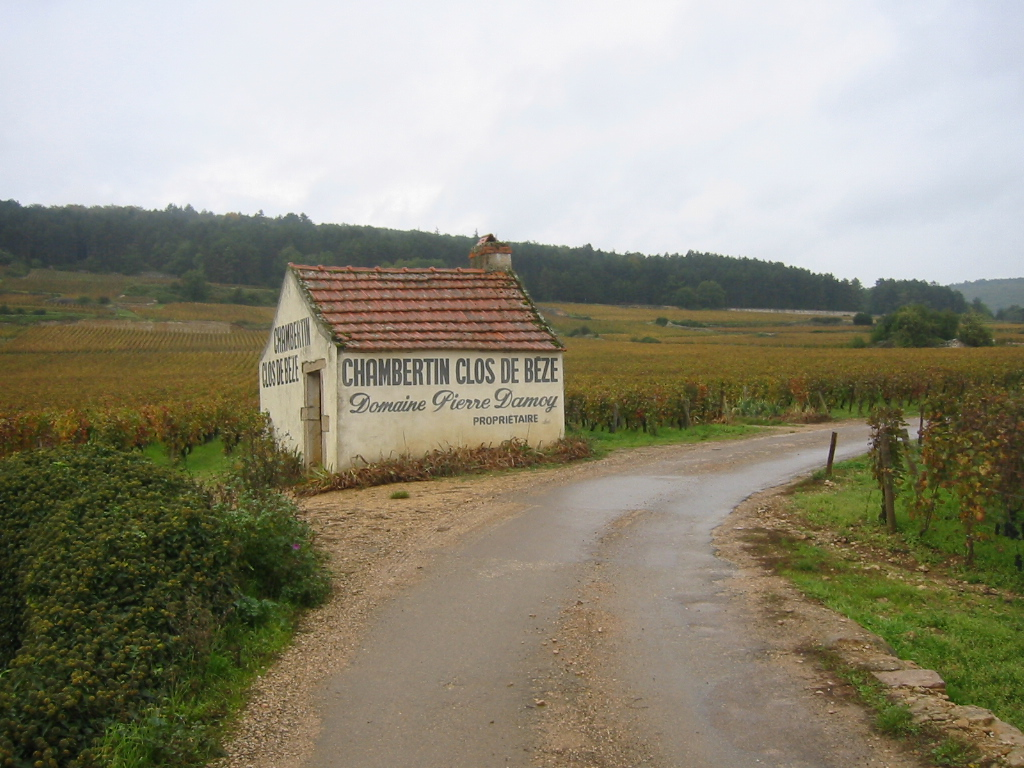
Weinberg Clos de Bèze links der Route des Grands Crus

Der Chambertin befindet sich auf einem leicht ansteigenden (6 %) Osthang in 280 bis 300 m Höhe über dem Meeresspiegel. Der darüber liegende Wald schützt die Lage vor kalten Winden. Auch von Spätfrösten bleibt die Lage in der Regel verschont. Das Klima wird dem burgundischen Übergangsklima zugerechnet, bei dem kontinentale Einflüsse gegenüber maritimen überwiegen. Die zumeist trockenen und heißen Sommer lassen den Pinot Noir zwar ausreifen, große Jahrgänge entstehen aber nur, wenn kein Regen im Herbst die Lese beeinträchtigt.
Der Boden des Chambertin besteht aus einer nur ein Meter dicken Auflage aus braunem Kalkstein-Verwitterungsschutt (Silt). Die Reben müssen ihre Wurzeln daher in den Sockel aus Juragestein (Oolith) treiben. Geologisch stammt er aus dem Bajocium. Der obere Teil besitzt eine besonders dünne, mergelreiche Auflage und liefert die feinsten Weine. Der untere Teil hat eine etwas dickere Schicht aus Kalkmergel, was körperreichere Weine ergibt. Allerdings sind fast alle Parzellen quer zum Hang ausgerichtet, so dass sich diese Unterschiede in den abgefüllten Weinen nicht finden.
Der nördlich anschließende Weinberg des Clos de Bèze ist ein wenig steiler und höher gelegen als der Chambertin, womit er einen besseren Wasserabzug besitzt. Der Unterboden besteht ebenfalls aus verdichtetem Juragestein. Der obere Teil besitzt einen hellen mergelhaltigen Boden, weiter unten ist die Auflage braun und reich an Mineralsalzen.

## Wein
Der Chambertin gilt als einer der besten Rotweine des Burgund. Unter diesen sticht er vor allem durch seinen Körperreichtum hervor. Zugleich ist er geschmacklich feinstrukturiert und komplex, dazu sehr anhaltend im Nachhall. Zur vollen Reife benötigt er auch in kleinen Jahrgängen mindestens zehn Jahre im Keller. Im Alter gewinnt er noch an Fülle, behält aber eine reiche Fruchtaromatik, in der Kirschen dominieren können. Hinzu kommen Noten von Gewürzen und Lakritze sowie eine große Mineralität. Allerdings gibt es qualitativ und sensorisch große Unterschiede, da sich rund 25 verschiedene Besitzer die Lage teilen. Das Alter der Rebanlagen, die verwendeten Klone, Ertragspolitik und Kellerwirtschaft und unterschiedliche Vermarktungskonzepte der verschiedenen Hersteller bedingen die Differenz. Die Weine des Clos de Bèze, die wahlweise ebenfalls als Chambertin verkauft werden dürfen, können im Vergleich etwas weniger Körper aufweisen, doch finessenreicher sein. Den Weinbergsbesitz teilen sich 18 Erzeuger. Er ist aber weniger parzelliert als der Chambertin, vor allem gibt es kaum Besitzer mit Anteilen unter 25 Ar.
Chambertin und Clos de Bèze werden in der Regel ausschließlich aus Pinot Noir erzeugt. Als weitere Rebsorten sind Pinot Liébault und Pinot Beurot zugelassen. Theoretisch dürfen bis zu 15 % weiße Trauben (Chardonnay, Pinot Gris und Pinot Blanc) verwendet werden. Der natürliche Alkoholgehalt muss mindestens 11,5 Vol.-% betragen, Chaptalisation ist – wie überall im Burgund – erlaubt. Der Basisertrag beträgt 35 Hektoliter je Hektar, dieser darf maximal um 20 % überschritten werden. Der Ertrag liegt in der Regel um die 35 hl/ha, damit liefern beide Grands Crus zusammen rund 130.000 Flaschen pro Jahr.
Bis ins 19. Jahrhundert wurde auch weißer Chambertin erzeugt, der ähnlich hoch bewertet war wie der Montrachet. Die AOC lässt Weißwein – im Gegensatz zum Musigny – heute nicht mehr zu.

## Weitere Grands Crus von Gevrey-Chambertin
Auf der Gemarkung von Gevrey-Chambertin befinden sich noch sieben weitere als Grand Cru klassifizierte Lagen, deren Namen stets den Zusatz „-Chambertin“ tragen. Sie grenzen alle an den Chambertin oder den Clos de Bèze und bedecken zusammen knapp 59 Hektar. Der für diese Appellationen zugelassene Basisertrag liegt mit 37 hl/ha etwas höher.
- Chapelle-Chambertin, 5,49 ha, besteht aus zwei Einzellagen: En la Chapelle (3,69 ha) und Les Gémeaux (1,79 ha). Der Name geht zurück auf die zum Kloster gehörende Kapelle Notre-Dame de Bèze, die um 1830 abgerissen wurde. Die Lage grenzt östlich an den Clos de Bèze und liegt damit etwas tiefer Höhe über dem Meeresspiegel. Die Hangneigung ist verglichen mit dem Clos de Bèze etwas schwächer, und der Boden aus Kalkmergel tiefgründiger. Die Weine haben weniger Körper als die aus den Nachbarlagen, sind dafür aber von größerer Feinheit. Knapp 40 % der Lage gehören der Domaine Pierre Damoy (s. u.).
- Charmes-Chambertin (12,25 ha), grenzt östlich an den Chambertin, von dem er durch die Route des Grands Crus getrennt ist. Der Lagenname ist vermutlich auf das Wort chaume (Brache) zurückzuführen. Das Kalkgestein ist hier nur von einer dünnen Schicht aus Mergel und grobem Verwitterungsschutt bedeckt. Der felsige Unterboden ist voller Risse, so dass die Rebwurzeln in die Tiefe dringen können. Der Wein des Charmes ist in seiner Jugend dicht und von tiefer Farbe. Seine Fülle, Rundheit und Nachhaltigkeit erinnern an den Chambertin. Im Alter kann er Aromen entwickeln, die etwa an Veilchen, Lakritze, Vanille oder Kaffee denken lassen.
- Mazoyères-Chambertin (18,59 ha) (darf auch als Charmes-Chambertin verkauft werden), setzt den Charmes-Chambertin in Richtung Süden fort. Der Name spielt wohl auf eine ehemalige Ansiedlung an (Maisons− Häuser). Die 30–35 cm dicke kalkig-lehmige Erdkrume ist mit Kalkkieseln durchsetzt. Sein Mikroklima ist kühler als das des Charmes, und auch der Charakter der Weine unterscheidet sich deutlich. Sie können fleischig, komplex und von sehr guter Lagerfähigkeit sein. Über 20 % der beiden Lagen gehören der Domaine Camus (s. u.), sechs weitere Güter besitzen jeweils über einen Hektar.
- Griotte-Chambertin (2,69 ha), setzt den Chapelle-Chambertin nach Süden fort und grenzt östlich an den Clos de Bèze. Die Lage bildet eine Mulde in Ostlage, und der magere Boden ist nur 30 cm dick. Hiervon leitet sich wohl auch das Wort „Griotte“ ab: Criotte ist ein Diminutiv von Crai, „steiniger Boden“. Der Unterboden aus dem Bajocium ist voller Risse und ermöglicht eine gute natürliche Drainage. Der Griotte-Chambertin kann rundere Tannine und weniger Säure haben, als die Weine aus den Nachbarlagen, weshalb er sich schneller entwickelt. Dennoch ist er lagerfähig und kann es an Komplexität und aromatischer Vielschichtigkeit mit seinen Nachbarn aufnehmen. Mehr als die Hälfte der Lage gehört der Domaine Jérôme Chézeaux.
- Mazis-Chambertin (9,10 ha, gelegentlich auch Mazy-Chambertin genannt), besteht aus zwei Einzellagen: Mazis-Bas (4,56 ha) und Mazis-Hauts (4,54 ha). Die Etymologie ist die gleiche wie beim Mazoyères. Die Lage setzt den Clos de Bèze nach Norden fort und liegt damit auf gleicher Höhenlage. Auch der Jura-Untergrund ist vergleichbar, der Boden ist allerdings braun. Im oberen Teil ist er besonders dünn, weshalb er nach heftigen Niederschlägen wieder hochgebracht werden muss. Im unteren Teil erreicht seine Dicke dagegen bis zu 1,5 m. Der Mazis-Chambertin kann eine tiefe Farbe, eine intensive Nase roter Früchte und einen vollen Körper entfalten. Ähnlich wie der benachbarte Clos de Bèze entwickelt er mit zunehmender Reife elegante Aromen und eine große Finesse. Größter Besitzer sind die Hospices de Beaune mit 1,58 Hektar (Cuvée Madelaine Collignon). Diese stammen aus einer 1976 erfolgten Stiftung des Jean Thomas-Collignon, nach dessen Mutter die Cuvée benannt ist.

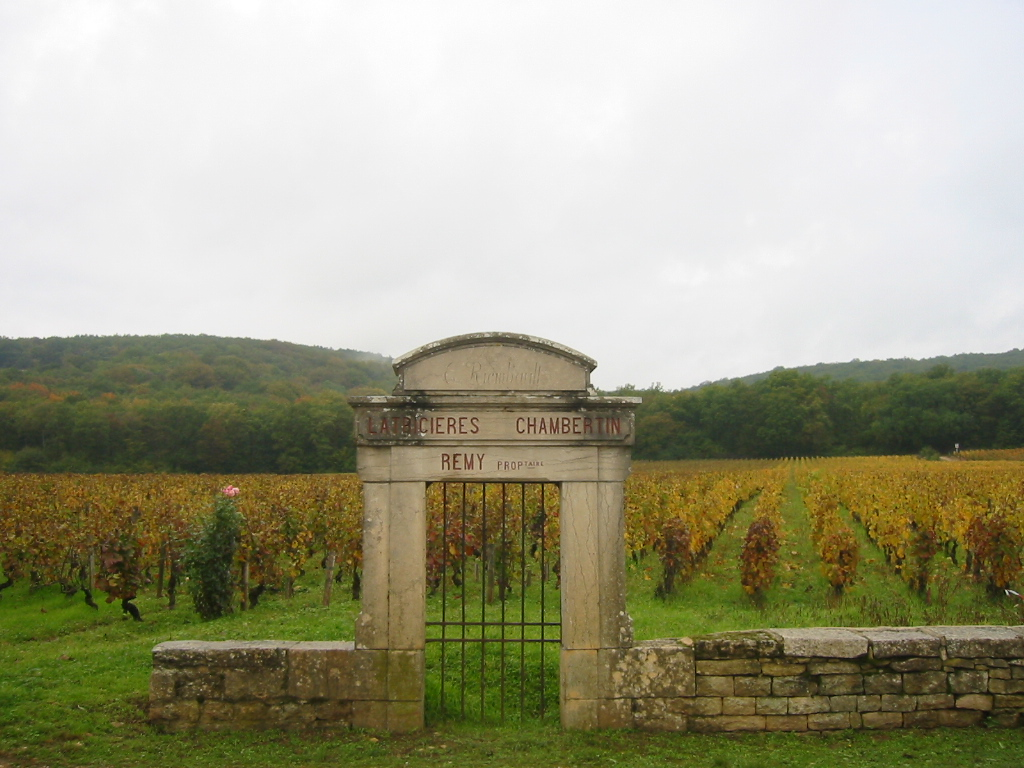
Altes Tor zum Latricières-Chambertin.

- Latricières-Chambertin, 7,35 ha, setzt den Chambertin nach Süden hin fort und besteht aus zwei Teilen: Latricières (6,90 ha) und Aux Combottes (0,44 ha). Der Name wurde erstmals im Jahre 1508 erwähnt und spielt auf die Beschaffenheit des mageren, unfruchtbaren Bodens an. Der Latricières weist wie der Chambertin einen Unterboden aus Oolithgestein mit dünner Auflage auf. Das Mikroklima ist wärmer als in den Nachbarlagen. Der Wein kann eine hohe Farbedichte entwickeln und häufig auch Noten, die an Leder erinnern. Er ist zwar weniger komplex und nachhaltig als die anderen Grands Crus, besitzt aber eine gute Lagerfähigkeit. Größte Besitzer mit jeweils über einem Hektar Anteil sind die Domaine Camus und das Haus Faiveley.
- Ruchottes-Chambertin (3,30 ha). Der kleinste der Grands Crus liegt ganz im Norden, oberhalb des Mazis. Er besteht aus zwei Teilen, Ruchottes du Bas (1,31 ha) und Ruchottes du Dessus (1,99 ha). Der Lagenname wurde ebenfalls im Jahre 1508 zum ersten Mal urkundlich erwähnt. Er bezeichnet kleine Felsstücke, ruchots. Der obere Teil des Weinbergs ruht auf einem Sockel aus Oolithkalk, der untere auf kompaktem Fels, der stellenweise zutage tritt. Die Bodendecke ist dünn und im unteren Teil sehr steinig. Die Nähe zum Einschnitt der nordwestlich gelegenen Combe de Lavaux verstärkt den Einfluss westlicher Winde, was zu einer langsameren Reifung der Trauben führt. Die Säurewerte liegen daher etwas höher, was den Ruchottes-Chambertin-Weinen oft eine kraftvolle Struktur verleiht. Sein Geschmack kann intensiv sein, erreicht aber nicht ganz die Finesse der Weine vom benachbarten Mazis-Chambertin. Der gesamte ummauerte Clos des Ruchottes, fast ein Drittel der Lage (1,06 ha), gehört der Domaine Armand Rousseau (s. u.), ein weiteres Drittel teilen sich die Domänen Georges Roumier und Georges Mugneret.

## Besitzer
Die Weinbergbesitz an Chambertin und Clos de Bèze ist stark zersplittert. Dies ist aber kein neues Phänomen, vielmehr bestehen zwischen den Plänen des Clos de Bèze von 1813 und heute auffällige Parallelen. Auch das älteste Kataster des Chambertin von 1829 weist bereits 12 Besitzer aus. Zur Teilung von Parzellen kam es in der Regel nur bei Erbfällen. Die Besitzverhältnisse haben sich aber verschoben: Gehörten die Weinberge zu Beginn des 19. Jahrhunderts noch der Bourgeoisie von Gevrey und Dijon, so sind heute überwiegend Winzer aus Gevrey und Umgebung die Eigentümer. Einige Hektar gehören großen Négociants (fr. Weinhändler) wie Louis Latour und Faiveley.
Nachstehend eine Übersicht über die wichtigsten Besitzer des Chambertin und Clos de Bèze sowie deren weiteren Besitz an Chambertin-Lagen. Über 60 % entfallen auf sieben Güter aus der Gemeinde Gevrey-Chambertin (dunkler unterlegt):
| Weingut                        | Ort                 | Chambertin (ha) | Clos de Bèze (ha) | Charmes und Mazoyères (ha) | andere (ha)                                             | Grands Crus insgesamt |
| ------------------------------ | ------------------- | --------------- | ----------------- | -------------------------- | ------------------------------------------------------- | --------------------- |
| Camus Père et Fils             | Gevrey-Chambertin   | 1,6938          |                   | 6,9076                     | Mazis (0,3737), Latricières (1,5112)                    | 10,4860               |
| Bruno Clair                    | Marsannay-la-Côte   |                 | 0,9802            |                            |                                                         | 0,9802                |
| Pierre Damoy                   | Gevrey-Chambertin   | 0,4759          | 5,3595            |                            | Chapelle (2,2182)                                       | 8,0536                |
| Domaine Drouhin-Laroze         | Gevrey-Chambertin   |                 | 1,4671            |                            | Chapelle (0,5148), Mazis (0,1240), Latricières (0,6745) | 2,7804                |
| Maison Joseph Drouhin          | Beaune              |                 | 0,12              |                            | Griotte (0,53 ha)                                       | 0,65                  |
| Faiveley                       | Nuits-Saint-Georges |                 | 1,2942            |                            | Mazis (1,2026), Latricières (1,2067)                    | 3,7035                |
| Louis Latour                   | Beaune              | 0,8114          |                   |                            |                                                         | 0,8114                |
| Domaine Leroy                  | Auxey-Duresses      | 0,5005          |                   |                            | Latricières (0,5715)                                    | 1,0720                |
| Domaine Marion (Bouchard Ainé) | Fixin               |                 | 1,4419            |                            |                                                         | 1,4419                |
| Domaine Jacques Prieur         | Meursault           | 0,83            | 0,146             |                            |                                                         | 0,9760                |
| Domaine Henri Rebourseau       | Gevrey-Chambertin   | 0,4612          | 0,3313            | 1,3187                     | Mazis (0,9634)                                          | 3,0746                |
| Domaine Rossignol-Trapet       | Gevrey-Chambertin   | 1,5478          |                   |                            | Chapelle (0,5474), Latricières (0,7340)                 | 2,8292                |
| Domaine Armand Rousseau        | Gevrey-Chambertin   | 1,9482          | 1,1916            | 1,3667                     | Mazis (0,52), Ruchottes (1,0612)                        | 6,0877                |
| Domaine Tortochot              | Gevrey-Chambertin   | 0,3983          |                   | 0,57                       | Mazis (0,4183)                                          | 1,3866                |
| Domaine Jean-Louis Trapet      | Gevrey-Chambertin   | 1,8524          |                   |                            | Chapelle (0,5474), Latricières (0,7340)                 | 3,1338                |
| Summe                          |                     | 10,52           | 12,07             |                            |                                                         |                       |

## Geschichte
Die Hänge der Côte d’Or waren vermutlich schon während der Römerzeit mit Weinreben bestockt. Das erste schriftliche Zeugnis stammt vom heiligen Gregor von Tours, der in der zweiten Hälfte des 6. Jahrhunderts in seiner Beschreibung von Dijon berichtet: „Die fruchtbaren Hänge sind voller Reben, wovon die Bewohner einen Falerner von solcher Klasse gewinnen, dass sie den Wein von Chalon zurückweisen.“ Der Name Gevrey erscheint zum ersten Mal im Jahr 640 im Zusammenhang mit der 630 gegründeten Abtei von Bèze, als ihr der burgundische Herzog Amalgar einen großen Besitz in Gevrey einschließlich Weinbergen schenkte. Er wollte sich hiermit von seiner Schuld befreien: Sein Lehnsherr, der Frankenkönig Dagobert I. hatte ihn für seine Dienste bei der Tötung von dessen Onkel Burnulf mit reichen Gütern belohnt. Der Clos de Bèze ist damit der älteste historische Weinberg in Burgund.
Die Abtei von Bèze schloss sich im Jahre 826 dem Benediktinerorden an. Ihr reicher Besitz an der Côte d’Or weckte die Begehrlichkeit der Nachbarn, deren sich die Abtei auf Dauer nicht erwehren konnte. Zum ersten Mal im Jahr 1101 und endgültig 1280 erlangte die Abtei von Cluny die Herrschaft über Gevrey. Damit blockierte sie die Ausbreitung der 1098 gegründeten Abtei von Cîteaux, die sich weiter nach Süden orientieren musste und ihren Sitz im Clos de Vougeot nahm. Die Kirche von Gevrey unterstand jedoch dem Bischof von Langres. Das Domkapitel von Langres versuchte zum ersten Mal 1049, den Clos de Bèze zu erwerben, wogegen die Abtei sogar den Papst zu Hilfe rief. 1219 war es dann soweit: Die durch einen Brand ruinierte Abtei von Bèze stimmte schließlich dem Verkauf zu.
Der Weinberg wurde jedoch stets von Weinbauern aus Gevrey bewirtschaftet, die dafür eine Abgabe zahlten. Spätestens zu Beginn des 14. Jahrhunderts war der Clos de Bèze vollständig ummauert. Die Mauern verfielen aber im Laufe der Zeit, ebenso wie die Weinberge, die im 17. Jahrhundert zum Teil brach lagen. Den Niedergang des kirchlichen Besitzes nutzten reiche Bürger aus Dijon, um im Weinbau Fuß zu fassen. So pachtete Claude Jouard 1627 zunächst für zwanzig Jahre den Clos de Bèze und richtete ihn wieder her. 1651 wurde der Pachtvertrag auf unbestimmte Zeit verlängert. Ein 1708 unternommener Versuch des Domkapitels von Langres, den Clos zurückzufordern, scheiterte schließlich vor Gericht.
Der Ursprung des benachbarten Chambertin ist vergleichsweise jüngeren Datums: Im 13. Jahrhundert wurde er unter dem Namen Campus Bertini (Champ de Bertin – Feld des Bertin) zum ersten Mal urkundlich erwähnt: 1276 tauschte Guillaume de Grancey mit der Abtei von Cluny im Champ de Bertin gelegene Weinberge. Im 16. Jahrhundert besaßen Chambertin und Clos de Bèze bereits ihre heutige Ausdehnung von zusammen 70 Ouvrées, gut 28 Hektar. Beide Lagen galten als gleichwertig. Auf dem Markt setzte sich jedoch nach und nach für beide der Name „Chambertin“ durch. Der nach England emigrierte Pfarrer Claude Arnoux konstatierte 1728, dass dieser doppelt so teuer war wie die anderen Weine und beschrieb ihn wie folgt: „Meiner Meinung nach der bedeutendste Wein des ganzen Burgund […] Er umschließt die Vorzüge aller anderen Weine, hat aber nicht ihre Fehler: Es ist derjenige, den man liegen lassen kann, ohne etwas zu befürchten“ (zitiert nach: Jean-François Bazin, Chambertin [s. u.]).
1731 trat eine besonders illustre Persönlichkeit auf den Plan. Der 1701 in Montigny-sur-Aube geborene Claude Jobert ließ sich in Gevrey nieder, wo seine aus Langres stammende Frau Güter besaß. Ihm gelang es, einen großen Teil von Chambertin und Clos de Bèze in seinen Besitz zu bringen. Er verkörperte den neuen Typus des Négociants, der seinen Wein bis ins Ausland exportierte. So schmückte er sich mit dem Titel des „Lieferanten des kurpfälzischen Hofes“, belegt sind allerdings nur Geschäfte mit einem Partner in Frankfurt (Oder). Als Zeichen seines sozialen Aufstieges erwarb er die Titel des Schreibers der Münze von Dijon und eines königlichen Ratssekretärs, die die Nobilitierung nach sich zogen. Damit durfte er sich ab 1756 Claude Jobert de Chambertin nennen – der einzige Fall, dass sich jemand den Namen eines Grand Cru aneignete. Die männliche Linie starb allerdings im Jahr 1815 aus.
Das Renommée des Chambertin belegt unter anderem ein Verzeichnis des Weinkellers Ludwigs des XVI. Der Chambertin firmiert dort neben Clos de Vougeot, Richebourg, La Tâche und Romanée-Saint-Vivant. Er kostete im 18. Jahrhundert das drei- bis zehnfache der Weine von Gevrey und erfreute sich auch jenseits des Rheins großer Nachfrage, wie die überlieferten Akten der ältesten Weinhandelshäuser von Beaune belegen. Im Jahr 1787 besuchte der damalige Botschafter der Vereinigten Staaten, Thomas Jefferson, das Burgund. Als Präsident bestellte er 1803 100 Dutzend Flaschen Chambertin für das Weiße Haus. Inzwischen war der Besitz des Domkapitels von Langres im Zuge der Französischen Revolution als Nationales Gut versteigert worden. Mit 777 Livres war der Zuschlag für eine Ouvrée im Chambertin deutlich höher als im Clos de Tart (415 Livres) und im Clos de Vougeot (616 Livres).
Den Höhepunkt seines Ruhmes erhielt der Chambertin dann durch Napoléon I. Der Kaiser hatte in seiner Zeit als junger Offizier in Auxonne (1788) die Weine des Burgund schätzen gelernt und den Chambertin zu seinem Liebling erkoren. Auf Anraten seines Leibarztes Jean-Nicolas Corvisart und des Chemikers Claude-Louis Berthollet trank er ihn täglich, allerdings stets mit Wasser verdünnt und höchstens eine halbe Flasche pro Mahlzeit. Verträge mit den Weinhändlern Soupé und Pierrugues sicherten ihm eine ständige Versorgung, einer der beiden begleitete daher stets den Kaiser. Der Chambertin war fünf bis sechs Jahre alt und wurde in eigens angefertigte Flaschen aus Sèvres abgefüllt, in die ein gekröntes „N“ eingraviert war.
Im 19. Jahrhundert wurde Chambertin endgültig zu einem Markennamen. Unter dieser Bezeichnung wurden viele Weine der nördlichen Côte d’Or verkauft. Erst 1905 gebot ein Gesetz dieser Praxis Einhalt. Nachdem 1929 das Gericht von Dijon die Regeln für die Verwendung der Herkunftsbezeichnung Gevrey-Chambertin festgelegt hatte, gründeten die Weinbergsbesitzer eine Vereinigung zur Verteidigung der Appellation Chambertin. Die Führung übernahm der General Henri Rebourseau. Das Gesetz von 1935 über die Appellation d’Origine Contrôlée schuf schließlich die Grundlage für den Schutz des Namens Chambertin. Nach langem juristischen Tauziehen legte schließlich das Dekret vom 31. Juli 1937 die Grenzen aller Grands Crus von Gevrey-Chambertin fest. Der Namenszusatz „Chambertin“ ist seither nur für diejenigen Gewächse zulässig, die auf unmittelbar angrenzenden Flurstücken wachsen.